# New Ross (Indiana)
New Ross is een plaats (town) in de Amerikaanse staat Indiana, en valt bestuurlijk gezien onder Montgomery County.

## Demografie
Bij de volkstelling in 2000 werd het aantal inwoners vastgesteld op 334.
In 2006 is het aantal inwoners door het United States Census Bureau geschat op 329, een daling van 5 (-1,5%).

## Geografie
Volgens het United States Census Bureau beslaat de plaats een oppervlakte van
0,8 km², geheel bestaande uit land. New Ross ligt op ongeveer 270 m boven zeeniveau.

## Plaatsen in de nabije omgeving
De onderstaande figuur toont nabijgelegen plaatsen in een straal van 16 km rond New Ross.

## Geboren
- Howie Williams (1927-2004), basketballer